# Francis Marion University

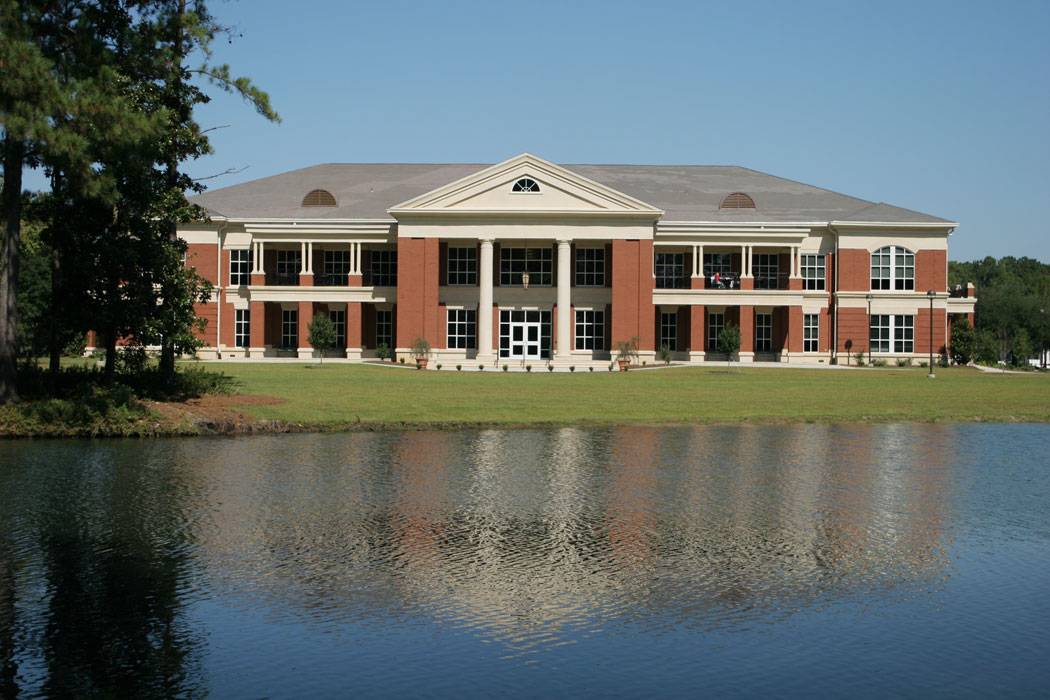
Lee Nursing School

Francis Marion University (FMU) ist eine US-amerikanische Universität in South Carolina nahe der Stadt Florence.
Die Universität ist nach dem Kriegshelden Francis Marion benannt und wurde 1957 gegründet. Sie diente zuerst nur als ein Freshman-Zentrum der University of South Carolina, bis sie 1970 ein vollwertiges College wurde.
Zurzeit sind an der FMU etwa 4000 Studenten, von denen 93 Prozent in South Carolina geboren wurden.